# El Tecuán
El Tecuán es una localidad del estado mexicano de Jalisco. Es parte del municipio de Encarnación de Díaz.

## Toponimia
El nombre «Tecuán» proviene del náhuatl tecuani. Su significado es «Animal salvaje».

## Demografía
| Gráfica de evolución demográfica |
|                                  |

| Censo | Población |
| ----- | --------- |
| 1900  | 864       |
| 1910  | 493       |
| 1921  | —         |
| 1930  | 514       |
| 1940  | 455       |
| 1950  | 510       |
| 1960  | 645       |
| 1970  | 875       |
| 1980  | 1 222     |
| 1990  | 1 661     |
| 2000  | 1 860     |
| 2010  | 2 384     |
| 2020  | 2 143     |